# TSH-Index
Mit Hilfe des von Andreas Jostel eingeführten TSH-Index (TSHI), der auch nach ihm als Jostel-Index bezeichnet wird, kann die thyreotrope Funktion des Hypophysenvorderlappens quantitativ abgeschätzt werden. Die Gleichung ist vom logarithmischen Standardmodell der Schilddrüsenhomöostase abgeleitet.

## Berechnung
Er wird mit
{\displaystyle TSHI=\ln(TSH)+0{,}1345\cdot FT4}

Perzentilen des TSH-Index nach Jostel mit Referenzbereichen für die Sekretionsleistung der Schilddrüse (SPINA-GT) und univariablen Referenzbereichen für Thyreotropin (TSH) und freies Thyroxin (FT4), dargestellt im zweidimensionalen Phasenraum, der durch TSH- und FT4-Serumkonzentrationen definiert ist.

aus den Spiegeln für TSH, FT4 und einem Korrekturkoeffizienten für das logarithmische Standardmodell (β = 0,1345) berechnet.
Darüber hinaus wurde ein standardisierter TSH-Index definiert, der mit
{\displaystyle sTSHI={\frac {TSHI-2{,}7}{0{,}676}}}
berechnet wird. Im Sinne einer z-Transformation berücksichtigt er Mittelwert (2,7) und Standardabweichung (0,676) des TSHI.
Referenzbereiche:
| Parameter | Untergrenze | Obergrenze | Maßeinheit |
| TSHI      | 1,3         | 4,1        |            |
| sTSHI     | -2          | 2          |            |

## Klinische Bedeutung
Der TSH-Index ist bei Patienten mit thyreotroper Insuffizienz reduziert. Eine Reduktion des standardisierten TSH-Index wurde auch in Fällen eines Non-Thyroidal-Illness-Syndroms beobachtet.